# میروسواو مالیگورا
میروسواو مالیگورا (لهستانی: Mirosław Waligóra؛ زادهٔ ۴ فوریهٔ ۱۹۷۰) بازیکن فوتبال اهل لهستان بود.
وی در مسابقات کشوری و بین‌المللی در مجموع برندهٔ ۱ مدال نقره شده‌است.